# Citadelle de Saladin (Le Caire)

Plan de la Citadelle

La citadelle de Saladin (arabe : قلعة صلاح الدين Qalaʿat Salāḥ ad-Dīn) ou citadelle du Caire, est une imposante forteresse dominant Le Caire et construite par Saladin au XIIe siècle.

## Situation et description
La silhouette de la citadelle est dominée par les coupoles et les minarets de la mosquée d'albâtre de Méhémet Ali, de style turc, achevée en 1857. Elle offre une vue panoramique sur le Caire et la cité des morts, cimetière des sultans mamelouks aujourd’hui habitée par des sans-logis. Au pied de la citadelle, se trouve la mosquée du sultan Hassan, un des plus beaux édifices d’époque mamelouk du XIVe siècle.

## Histoire

### De la fortification à la résidence royale
En 1169, Saladin est nommé vizir par le calife fatimide Al-Adid. La même année, il doit repousser à Damiette une armée du roi Amaury Ier alliée  à une flotte byzantine. Il entame aussitôt un vaste programme de fortifications dans tout le pays et en particulier dans sa capitale du Caire sous la direction de l'émir Bahâ’ al-Dîn Qaraqûsh. Les murailles de briques construites cent ans auparavant par Badr al-Djamali sont doublées d'une enceinte en pierre de quatorze kilomètres de long percée de portes monumentales, qui prend en compte les progrès de la poliorcétique. Le projet est de réunir la ville ancienne de Misr-Fûstat et ses activités économiques à la cité califale d'al-Qâhira, centre administratif et politique. 
En 1173, alors que Saladin est devenu sultan et seul maître de l'Égypte, il pose les fondations d'un site de dix hectares sur un éperon rocheux, unique hauteur de la ville, qui prévoit des poternes et trois grandes portes. Cette citadelle doit répondre à plusieurs desseins : être le verrou de la nouvelle enceinte édifiée en 1169, le symbole du nouveau pouvoir de Saladin en se démarquant de ses prédécesseurs fatimides et le siège de sa résidence royale.

### Les successeurs de Saladin: priorité à la défense
Après la mort de Saladin, son neveu Al-Kâmil, vice-roi à partir de 1200, renforce la citadelle : la taille des tours Burj al-Haddad (« du Forgeron ») et Burj al-Ramla (« de Sable ») contrôlant le passage étroit vers les collines de Muqattam est doublée. Al-Kamel a également édifié un certain nombre de grandes tours autour du périmètre des murs, dont trois peuvent encore être vues du parking de la citadelle. Ces tours massives étaient carrées, hautes de vingt-cinq mètres et large de trente. Burj al-Haddâd est dotée de mâchicoulis, Burj al-Sahrâ (« du Désert ») d'une plate-forme rectangulaire à mangonneau. La partie sud du rempart étant considérée comme la plus faible, Al-Kamel fait bâtir trois tours dont la plus monumentale est surnommée Burj al-Turfa, « la Pièce maîtresse ». 
À la mort de son père en 1218, Al-Kamel devient sultan et transfère sa résidence à la citadelle où il a construit son palais dans le quartier sud. Jusqu'à la construction du palais d'Abedin au milieu du XIXe siècle, elle reste le siège du gouvernement de l'Égypte. Pendant la période ayyoubide, la menace croisée est permanente et la priorité donnée à l'architecture reste la défense de la capitale.

### La période mamelouk: développement du palais et des fonctions civiles
Quand les Mamelouks ont renversé les Ayyoubides en 1250, leur sultan Baybars Al-Bunduqdari (règne : 1260-1277) s'installa dans le palais d'Al-Kamil. Il l'a isolé en construisant un mur qui a divisé la forteresse en deux parties reliées par la porte Al-Qullah.
An-Nâsir Muhammad ben Qalâ'ûn, un sultan qui a régné durant trois périodes (1294-1295, 1299-1309 et 1310-1341) a ouvert le quartier méridional avec des constructions. La seule restante est sa mosquée Mohamed An-Nâsir. Elle a été commencée en 1318 et finie en 1355. Nous savons également qu'il a construit un grand Palais de justice avec un grand dôme vert qui dominait tous les bâtiments. Près de celui-ci a été construit le Qasr el-Ablaq (palais rayé) avec son marbre noir et jaune. Ce palais, utilisé pour des cérémonies officielles, a un escalier menant vers le quartier bas et les écuries royales où An-Nâsir avait 4 800 chevaux.

### La période ottomane
Les Ottomans ont contrôlé l'Égypte entre 1517 et le début du XXe siècle. Beaucoup de ce que nous voyons de la citadelle date de cette période. Le quartier bas où étaient les écuries d'An-Nâsir est connu sous le nom d'el-Azab (célibataire) parce que ces soldats ottomans, auxquels on n'avait pas permis de venir avec leurs femmes, y ont été stationnés. Les Ottomans ont reconstruit le mur qui sépare les quartiers nord et sud, ainsi que la porte Al-Quallah. Ils ont également construit la plus grande tour de la Citadelle d'aujourd'hui, Al-Muqattam, qui s'élève au-dessus de l'entrée de la Citadelle par la route de Salah Saalem. Cette tour fait vingt-cinq mètres et a un diamètre de vingt-quatre mètres. En 1754, les Ottomans reconstruisirent les murs du quartier bas et ajoutèrent une porte fortifiée appelée la porte El-Azab.
Du XVIe siècle jusqu'à l'occupation française, la structure militaire stricte des soldats ottomans s'est graduellement détériorée. Pendant cette période, les troupes d'Azab ont commencé à se marier, et ont même construit leur propre logement dans la forteresse. Au milieu du XVIIe siècle, la Citadelle était devenue une zone résidentielle avec des magasins privés, des bains publics et un labyrinthe de petites rues.

### Les grandes transformations de Méhémet Ali
Méhémet Ali, un des grands constructeurs de l'Égypte moderne, au pouvoir en 1805, est le responsable du changement considérable de la Citadelle. Il reconstruit une grande partie des murs externes et remplace plusieurs des bâtiments intérieurs délabrés, faisant du quartier nord son domaine privé, alors que le quartier sud était ouvert au public. Sa mosquée, construite dans le style appelé Ottoman Baroque qui imite les grandes mosquées d'Istanbul, domine aujourd'hui le quartier sud. Au sud de la Mosquée dans le Hawsh, le palais Gawharah (palais des bijoux) a été construit entre 1811 et 1814 au-dessus de l'emplacement du palais rayé en vis-à-vis de la mosquée de Mohamed an-Nasir et a abrité le gouvernement égyptien jusqu'à ce qu'il ait été déplacé au palais d'Abedin. C'est aujourd'hui le musée national de la police.
La frise des six lions se trouvant sur la base du mur du musée de la police semble être d'époque mamelouke, Méhémet Ali en ayant fait les symboles de sa puissance et de son courage à l'exemple des pharaons de l'Égypte antique.
Près de la porte Al-Qullah dans le quartier nord se trouve le palais-harem de Méhémet Ali, qui a été construit dans le même modèle ottoman que le palais des bijoux. La statue placée devant est celle d'Ibrahim Pacha, par Charles Cordier. Le palais a servi de résidence de famille au Khédive jusqu'à ce que le gouvernement ait été déplacé au palais d'Abedin. C'était un hôpital militaire pendant l'occupation britannique, revenu sous contrôle égyptien après la 2e guerre mondiale. Depuis 1949, c'est le musée militaire de l'Égypte, fondé par le roi Farouk.
La statue de Sulayman Pasha était à l'origine au centre de la ville. Au-delà de ce musée est un petit musée des Attelages où sont présentées les calèches officielles du XIXe et XXe siècles, empruntées au musée de Bulaq, huit attelages de la famille de Méhémet Ali.
Juste derrière ce musée est la tour el-Turfah, une des plus grandes des tours carrées construites par Al-Kamil en 1207. À l'extrémité du quartier nord, il y a la mosquée Suleyman Pasha. C'est la première mosquée de style ottoman établie en Égypte, elle date de 1528.

### L'horloge de la citadelle
En échange des obélisques offert en 1830 par Méhémet Ali, vice-roi d'Égypte, le roi de France Louis-Philippe Ier fait don en 1845 d'une horloge en cuivre qui orne aujourd'hui la citadelle du Caire. Pour l'anecdote, l'horloge ne fonctionna quasiment jamais, du moins aux dires des Cairotes, ayant été probablement endommagée lors de la livraison. Elle a été finalement réparée en 2021.

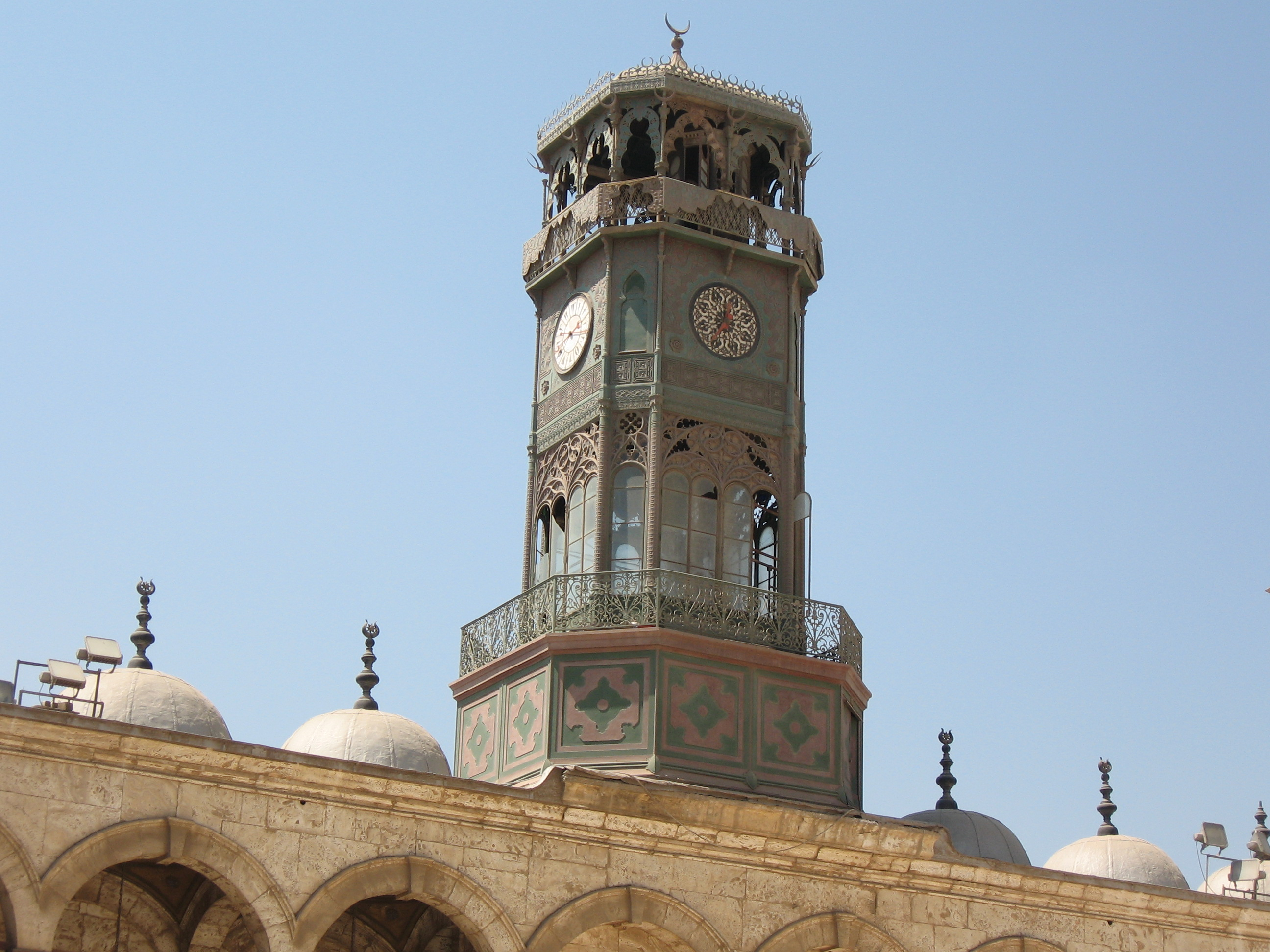
Horloge monumentale en cuivre offerte par la France en 1845, en remerciement des obélisques données par le vice-roi Méhémet Ali.